# Islande au Concours Eurovision de la chanson
L'Islande participe au Concours Eurovision de la chanson, depuis sa trente-et-unième édition, en 1986, et ne l'a encore jamais remporté. Elle reste ainsi depuis la victoire de la Finlande en 2006, la seule nation nordique à n'avoir jamais remporté le concours.

## Participation
Le pays participe depuis 1986, ayant établi cette année-là une connexion satellite fixe avec le reste de l'Europe. L’Islande a manqué deux éditions du concours : en 1998 et 2002. Le pays fut alors relégué, à la suite des résultats obtenus l’année précédente.
Depuis l'instauration des demi-finales, en 2004, l'Islande a manqué neuf finales du concours, en 2005, 2006, 2007, 2015, 2016, 2017, 2018, 2023 et 2024

## Résultats
L'Islande n'a encore jamais remporté le concours.
Le meilleur classement du pays en finale demeure jusqu'à présent les deuxièmes places de Selma en 1999, et de Yohanna en 2009. En demi-finale, l’Islande a terminé à une reprise à la première place, en 2009, et à la troisième place à deux reprises, en 2010 et 2019.
A contrario, l'Islande a terminé à trois reprises, à la dernière place, en 1989, 2001 et 2018. Le pays a obtenu à une reprise, un nul point : en 1989.

## Pays hôte
L'Islande n'a encore jamais organisé le concours.

## Faits notables
En 1989, le représentant islandais Daníel (en) termina à la dernière place, avec un nul point. De façon assez prémonitoire, lors de sa victoire à la finale nationale islandaise, il avait reçu comme trophée, un cactus.
En 1997, la prestation la plus remarquée de la soirée fut celle du représentant islandais, Paul Oscar. Il utilisa comme accessoire, un sofa de cuir blanc et se fit accompagner par quatre danseuses en tenue de cuir et de latex, pour une performance sexuellement explicite.
En 2006, la participante islandaise, Silvia Night, suscita la controverse, durant toute la semaine des répétitions. Il s'agissait en réalité d’un personnage de diva extravagante créé et interprété par l’actrice Ágústa Eva Erlendsdóttir. Silvia Night passa ainsi son temps à se moquer ouvertement des autres concurrents, à traiter les journalistes avec le plus grand mépris et à émettre des commentaires déplaisants sur la Grèce et ses habitants. Elle alla jusqu'à accuser la participante suédoise, Carola, de vouloir l’empoisonner. Ce happening permanent fut cependant pris au premier degré par les médias et les organisateurs. La chanteuse fut conspuée à de nombreuses reprises durant les répétitions, puis accueillie sur scène par des sifflets et des huées d’une ampleur inédite.
En 2011, l'interprète de la chanson islandaise était à l'origine le chanteur Sigurjón Brinck. Il décéda d'un arrêt cardiaque peu de temps avant le début de la sélection nationale, alors qu'il était à peine âgé de trente-six ans. Ses meilleurs amis, en accord avec sa veuve, décidèrent de lui rendre hommage, en formant le groupe Sigurjón's Friends et en concourant à sa place.
En 2019, le groupe Hatari suscita une énorme controverse. En effet, lors de l'annonce des résultats du télévote, le groupe brandit des banderoles aux couleurs du drapeau palestinien lorsque la caméra fit un plan sur eux. Le groupe avait pourtant déjà reçu un avertissement de la part de l'UER en raison de leurs déclarations politiques et d'un déplacement à Hébron en Cisjordanie alors que le concours avait débuté. Après cet événement, l'UER déclare que « les conséquences de cette action seront discutées par le Groupe de Référence ». Hatari annonce par la suite une collaboration avec l'artiste palestinien Bashar Murad. Le 20 septembre 2019, le diffuseur islandais RÚV annonce, par communiqué, avoir été sanctionné par l'UER et doit payer une amende s'élevant à 5 000 €. RÚV indique dans ce même communiqué être « insatisfait du traitement du cas et de l'issue proposée », indiquant avoir pris toutes les mesures nécessaires pour respecter le règlement. Selon RÚV, « un diffuseur participant ne peut jamais complètement empêcher les artistes de faire ou dire des choses qui violeraient le règlement ».

## Représentants
| Édition | Année | Artiste(s)              | Chanson               | Langue(s)           | Traduction française            | Finale                                                 | Finale                                                 | Demi-finale                                            | Demi-finale                                            |
| Édition | Année | Artiste(s)              | Chanson               | Langue(s)           | Traduction française            | Place                                                  | Points                                                 | Place                                                  | Points                                                 |
| ------- | ----- | ----------------------- | --------------------- | ------------------- | ------------------------------- | ------------------------------------------------------ | ------------------------------------------------------ | ------------------------------------------------------ | ------------------------------------------------------ |
| 31e     | 1986  | ICY                     | Gleðibankinn          | Islandais           | La Banque du plaisir            | 16                                                     | 19                                                     |                                                        |                                                        |
| 32e     | 1987  | Halla Margrét           | Hægt og hljótt        | Islandais           | Encore une chanson              | 16                                                     | 28                                                     |                                                        |                                                        |
| 33e     | 1988  | Beathoven               | Þú og þeir (Sókrates) | Islandais           | Toi et eux (Socrate)            | 16                                                     | 20                                                     |                                                        |                                                        |
| 34e     | 1989  | Daníel                  | Það sem enginn sér    | Islandais           | Ce que nul ne voit              | 22                                                     | 00                                                     |                                                        |                                                        |
| 35e     | 1990  | Stjórnin                | Eitt lag enn          | Islandais           | Une chanson de plus             | 04                                                     | 124                                                    |                                                        |                                                        |
| 36e     | 1991  | Stefán & Eyfi           | Draumur um Nínu       | Islandais           | Rêve sur Nina                   | 15                                                     | 26                                                     |                                                        |                                                        |
| 37e     | 1992  | Heart 2 Heart           | Nei eða já            | Islandais           | Non ou oui                      | 07                                                     | 80                                                     |                                                        |                                                        |
| 38e     | 1993  | Inga                    | Þá veistu svarið      | Islandais           | Alors, tu connaîtras la réponse | 13                                                     | 42                                                     |                                                        |                                                        |
| 39e     | 1994  | Sigga                   | Nætur                 | Islandais           | Nuits                           | 12                                                     | 49                                                     |                                                        |                                                        |
| 40e     | 1995  | Bo Halldórsson          | Núna                  | Islandais           | Maintenant                      | 15                                                     | 31                                                     |                                                        |                                                        |
| 41e     | 1996  | Anna Mjöll              | Sjúbídú               | Islandais           | Choubi-dou                      | 13                                                     | 51                                                     |                                                        |                                                        |
| 42e     | 1997  | Paul Oscar              | Minn hinsti dans      | Islandais           | Mon ultime danse                | 20                                                     | 18                                                     |                                                        |                                                        |
| 43e     | 1998  | Relégation en 1998.     | Relégation en 1998.   | Relégation en 1998. | Relégation en 1998.             | Relégation en 1998.                                    | Relégation en 1998.                                    |                                                        |                                                        |
| 44e     | 1999  | Selma                   | All Out of Luck       | Anglais             | Vraiment malchanceux            | 02                                                     | 146                                                    |                                                        |                                                        |
| 45e     | 2000  | Ágúst & Telma           | Tell Me!              | Anglais             | Dis-moi !                       | 12                                                     | 45                                                     |                                                        |                                                        |
| 46e     | 2001  | Two Tricky              | Angel                 | Anglais             | Ange                            | 22                                                     | 03                                                     |                                                        |                                                        |
| 47e     | 2002  | Relégation en 2002.     | Relégation en 2002.   | Relégation en 2002. | Relégation en 2002.             | Relégation en 2002.                                    | Relégation en 2002.                                    |                                                        |                                                        |
| 48e     | 2003  | Birgitta Haukdal        | Open Your Heart       | Anglais             | Ouvre ton cœur                  | 08                                                     | 81                                                     |                                                        |                                                        |
| 49e     | 2004  | Jónsi                   | Heaven                | Anglais             | Paradis                         | 19                                                     | 16                                                     |                                                        |                                                        |
| 50e     | 2005  | Selma                   | If I Had Your Love    | Anglais             | Si j'avais ton amour            |                                                        |                                                        | 16                                                     | 52                                                     |
| 51e     | 2006  | Silvia Night            | Congratulations       | Anglais             | Félicitations                   |                                                        |                                                        | 13                                                     | 62                                                     |
| 52e     | 2007  | Eiríkur Hauksson        | Valentine Lost        | Anglais             | Valentin perdu                  |                                                        |                                                        | 13                                                     | 77                                                     |
| 53e     | 2008  | Euroband                | This Is My Life       | Anglais             | C'est ma vie                    | 14                                                     | 64                                                     | 08                                                     | 68                                                     |
| 54e     | 2009  | Yohanna                 | Is It True?           | Anglais             | Est-ce vrai ?                   | 02                                                     | 218                                                    | 01                                                     | 174                                                    |
| 55e     | 2010  | Hera Björk              | Je ne sais quoi       | Anglais, français   | -                               | 19                                                     | 41                                                     | 03                                                     | 123                                                    |
| 56e     | 2011  | Sigurjon's Friends      | Coming Home           | Anglais             | Rentrer à la maison             | 20                                                     | 61                                                     | 04                                                     | 100                                                    |
| 57e     | 2012  | Gréta Salóme & Jónsi    | Never Forget          | Anglais             | N'oublie jamais                 | 20                                                     | 46                                                     | 08                                                     | 75                                                     |
| 58e     | 2013  | Eyþór Ingi Gunnlaugsson | Ég á líf              | Islandais           | Je suis en vie                  | 17                                                     | 47                                                     | 06                                                     | 72                                                     |
| 59e     | 2014  | Pollapönk               | No Prejudice          | Anglais             | Pas de préjugés                 | 15                                                     | 58                                                     | 08                                                     | 61                                                     |
| 60e     | 2015  | María Ólafsdóttir       | Unbroken              | Anglais             | Ininterrompu                    |                                                        |                                                        | 15                                                     | 14                                                     |
| 61e     | 2016  | Gréta Salóme            | Hear Them Calling     | Anglais             | Je les entends appeler          |                                                        |                                                        | 14                                                     | 51                                                     |
| 62e     | 2017  | Svala Björgvinsdóttir   | Paper                 | Anglais             | Papier                          |                                                        |                                                        | 15                                                     | 60                                                     |
| 63e     | 2018  | Ari Ólafsson            | Our Choice            | Anglais             | Notre choix                     |                                                        |                                                        | 19                                                     | 15                                                     |
| 64e     | 2019  | Hatari                  | Hatrið mun sigra      | Islandais           | La haine prévaudra              | 10                                                     | 232                                                    | 03                                                     | 221                                                    |
| 65e     | 2020  | Daði og Gagnamagnið     | Think About Things    | Anglais             | Pense à des choses              | Concours annulé à la suite de la pandémie de COVID-19. | Concours annulé à la suite de la pandémie de COVID-19. | Concours annulé à la suite de la pandémie de COVID-19. | Concours annulé à la suite de la pandémie de COVID-19. |
| 65e     | 2021  | Daði og Gagnamagnið     | 10 Years              | Anglais             | 10 ans                          | 04                                                     | 378                                                    | 02                                                     | 288                                                    |
| 66e     | 2022  | Systur                  | Með hækkandi sól      | Islandais           | Avec le soleil levant           | 23                                                     | 20                                                     | 10                                                     | 103                                                    |
| 67e     | 2023  | Diljá                   | Power                 | Anglais             | Pouvoir                         |                                                        |                                                        | 11                                                     | 44                                                     |
| 68e     | 2024  | Hera Björk              | Scared of Heights     | Anglais             | Avoir le vertige                |                                                        |                                                        | 15                                                     | 03                                                     |
| 69e     | 2025  | Væb                     | Róa                   | Islandais           | Ramer                           | 25                                                     | 33                                                     | 06                                                     | 97                                                     |

- Première place
- Deuxième place
- Troisième place
- Dernière place

 Qualification automatique en finale
 Élimination en demi-finale

## Galerie

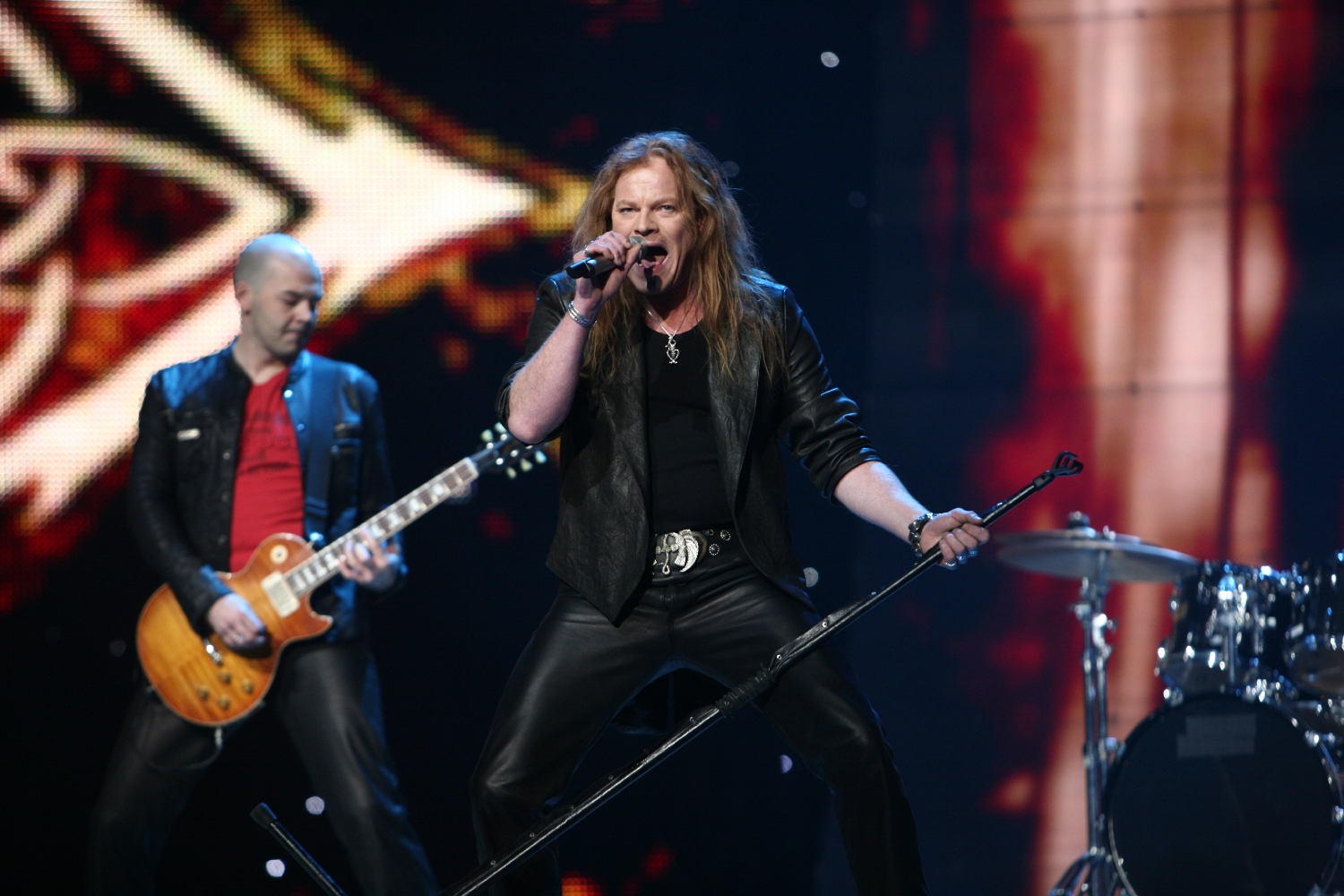
Eiríkur Hauksson à Helsinki (2007)
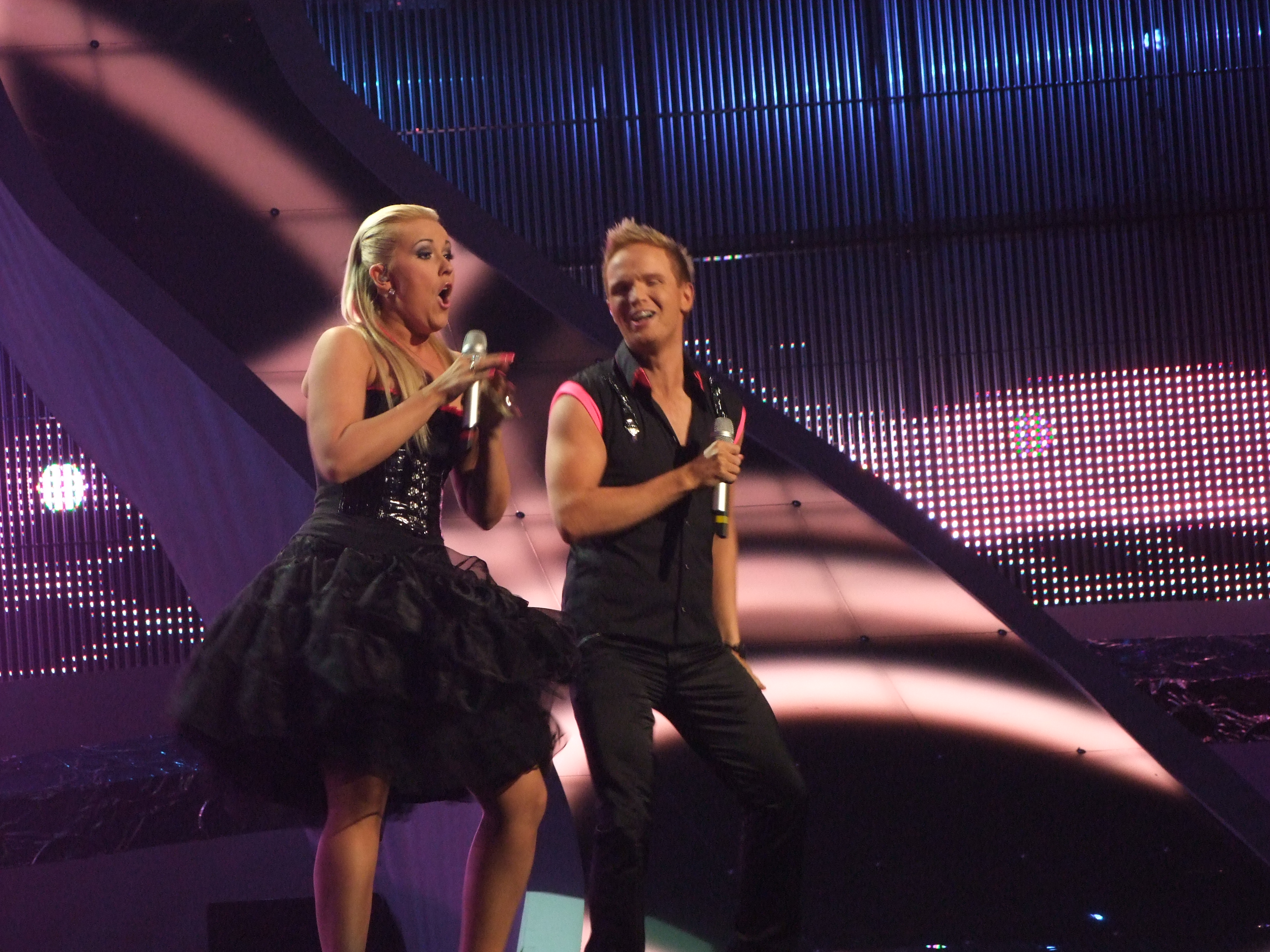
Euroband à Belgrade (2008)
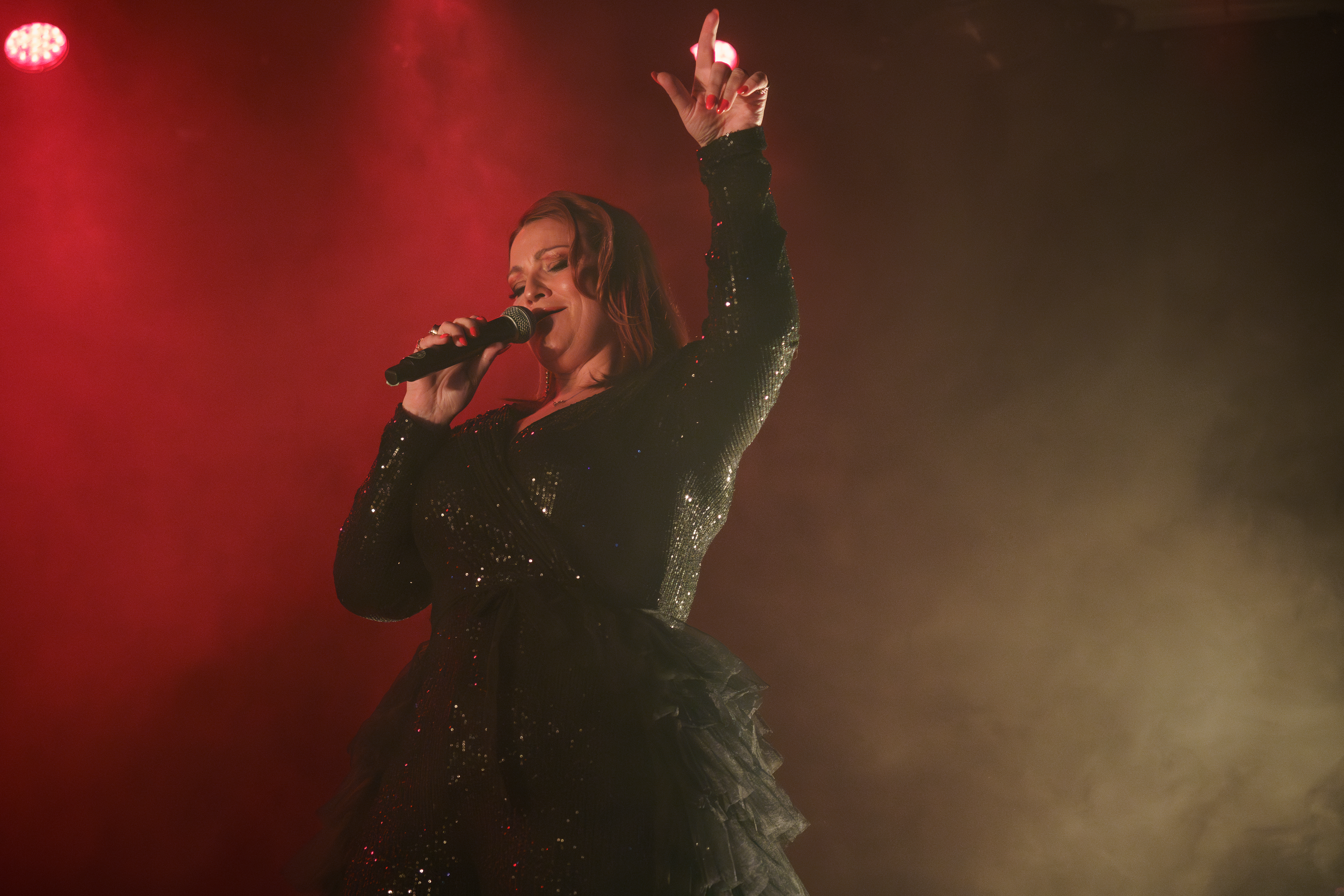
Hera Björk à Oslo (2010)
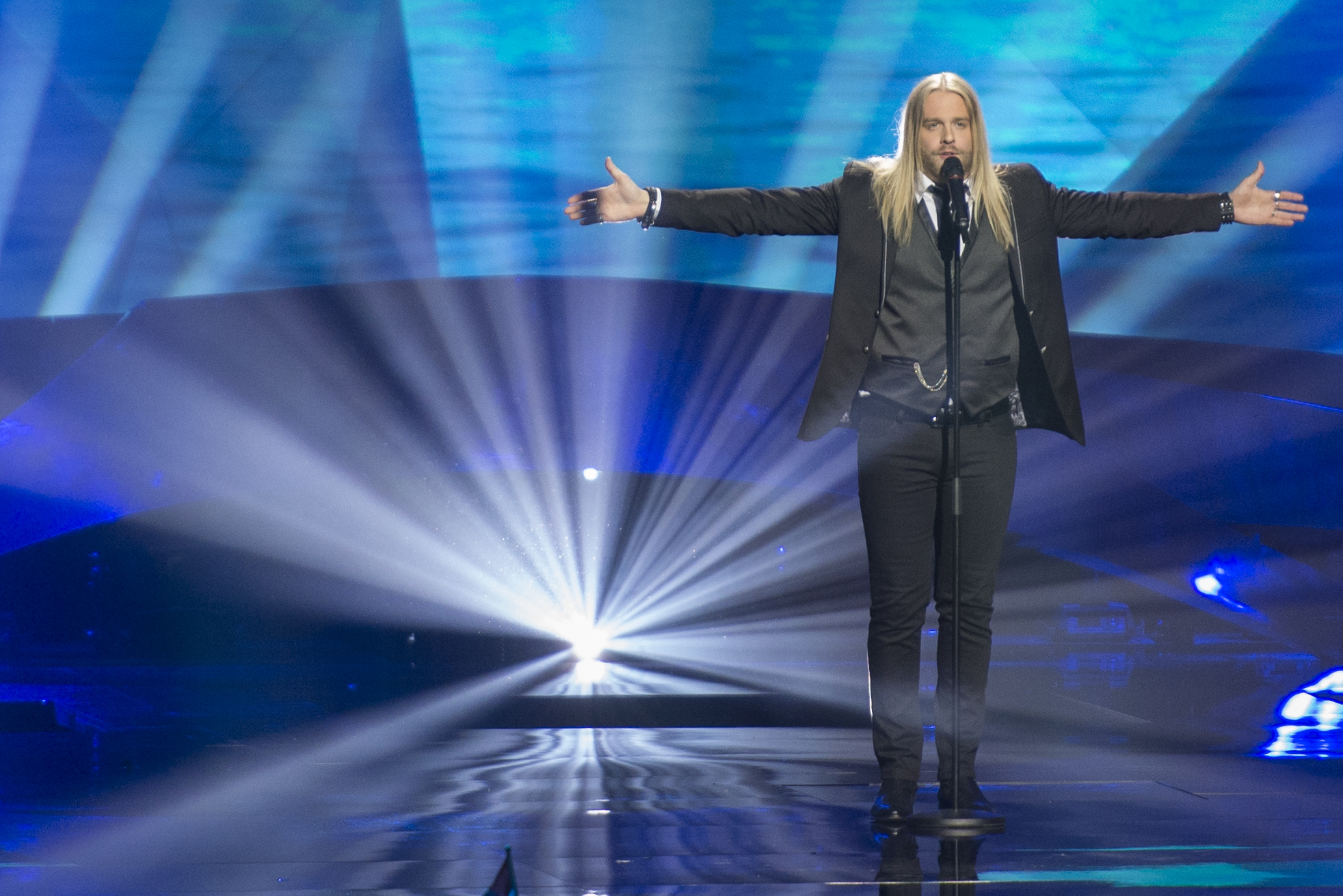
Eythor Ingi à Malmö (2013)
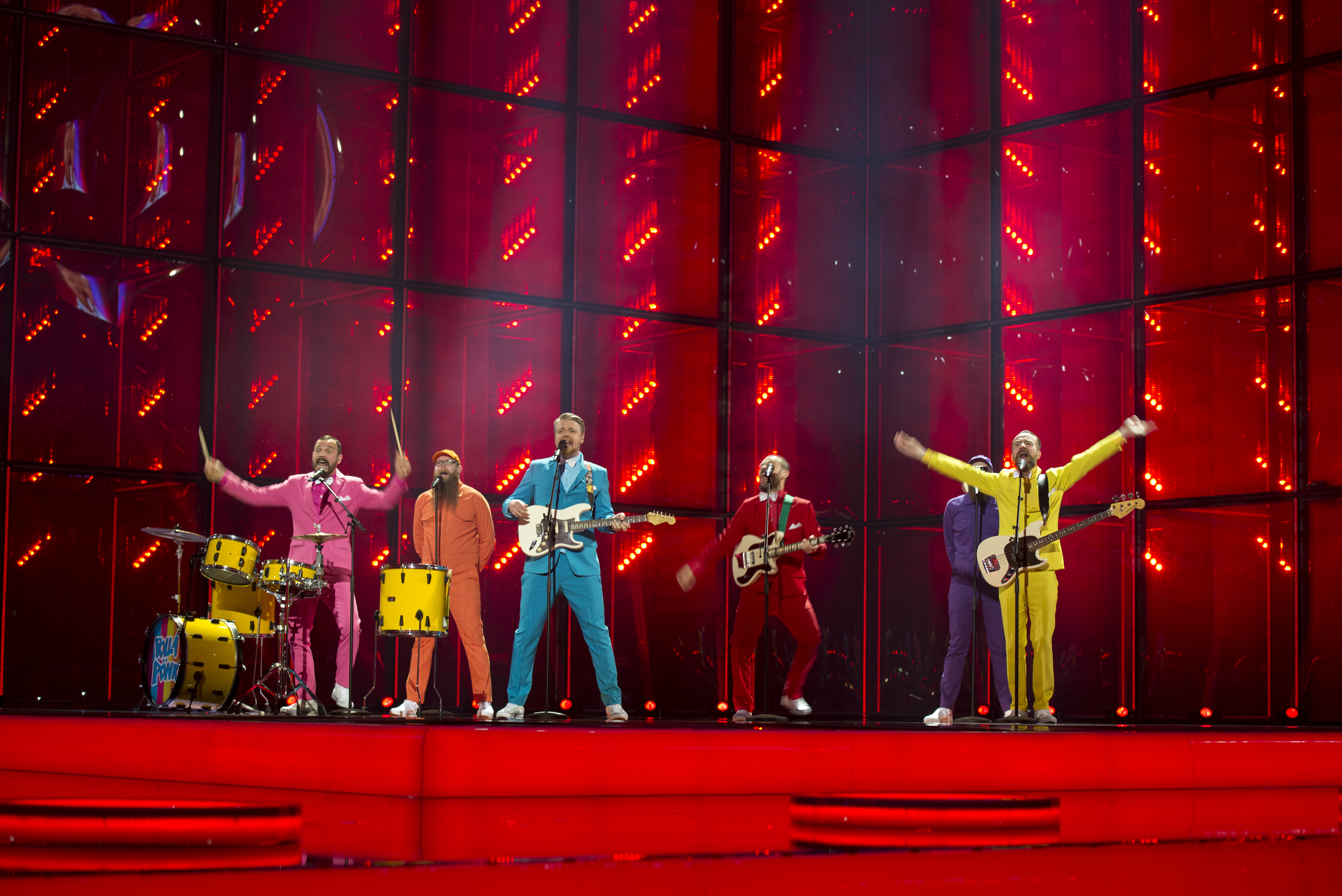
Pollapönk à Copenhague (2014)
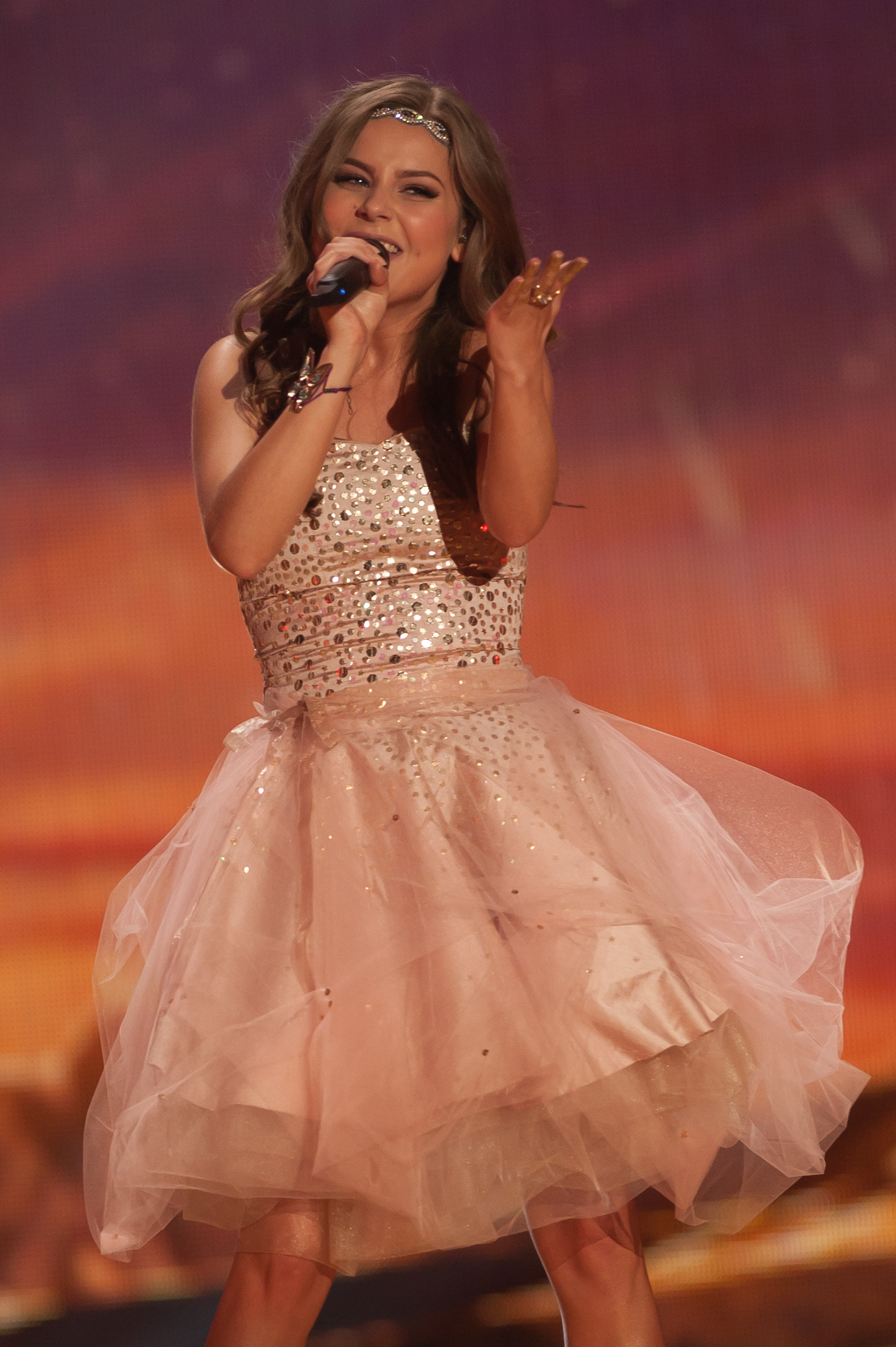
María Ólafsdóttir à Vienne (2015)
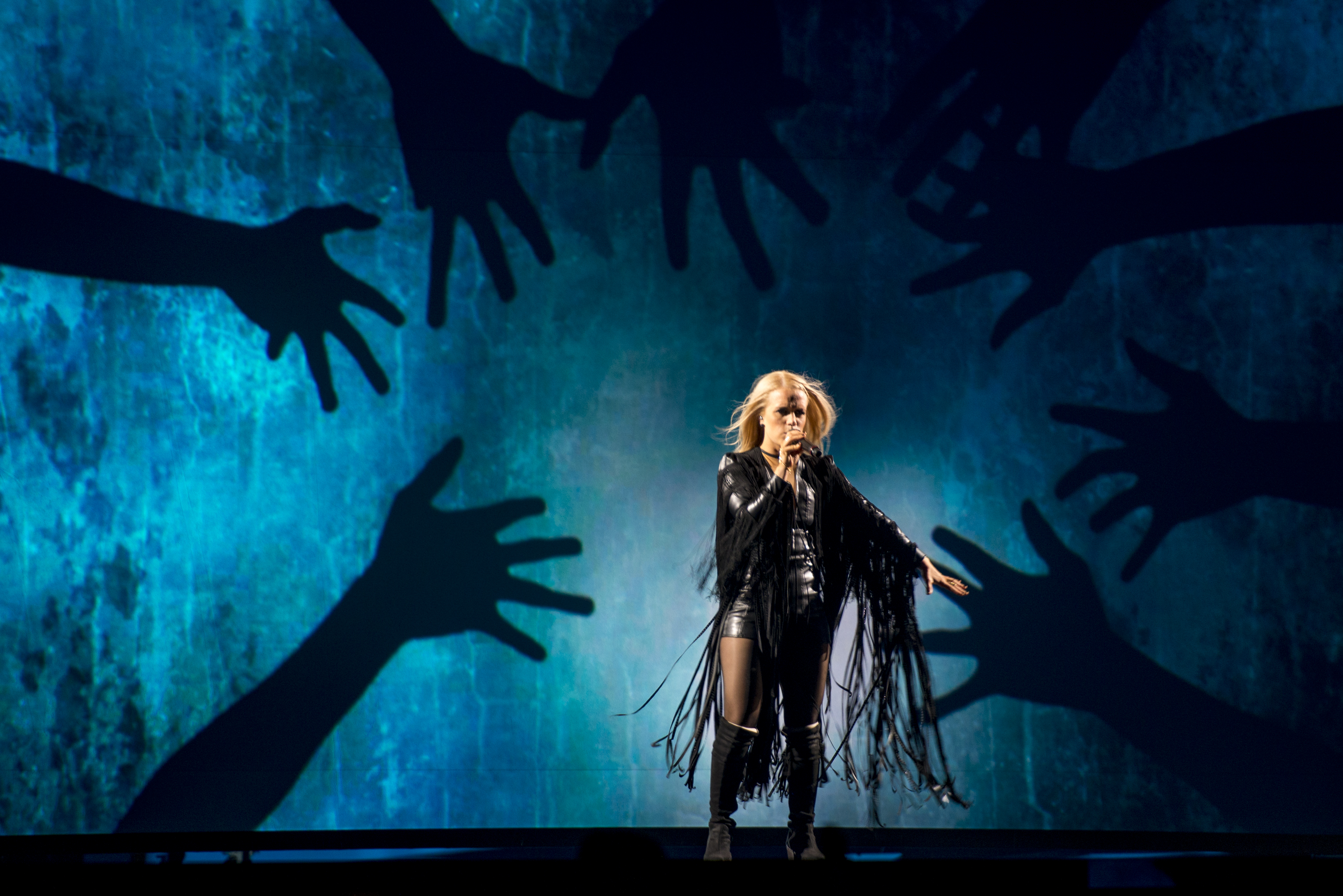
Greta Salóme à Stockholm (2016)
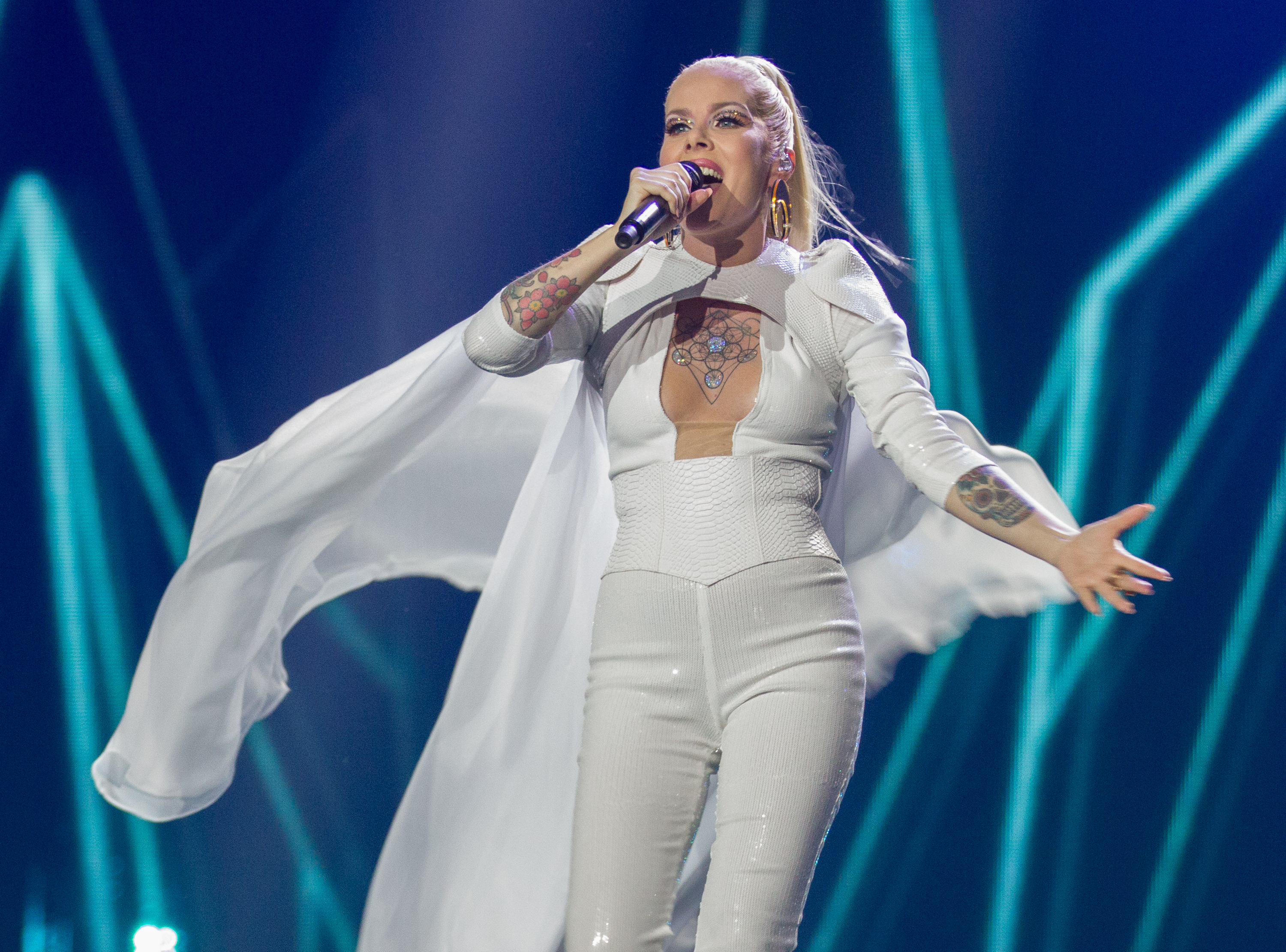
Svala à Kiev (2017)
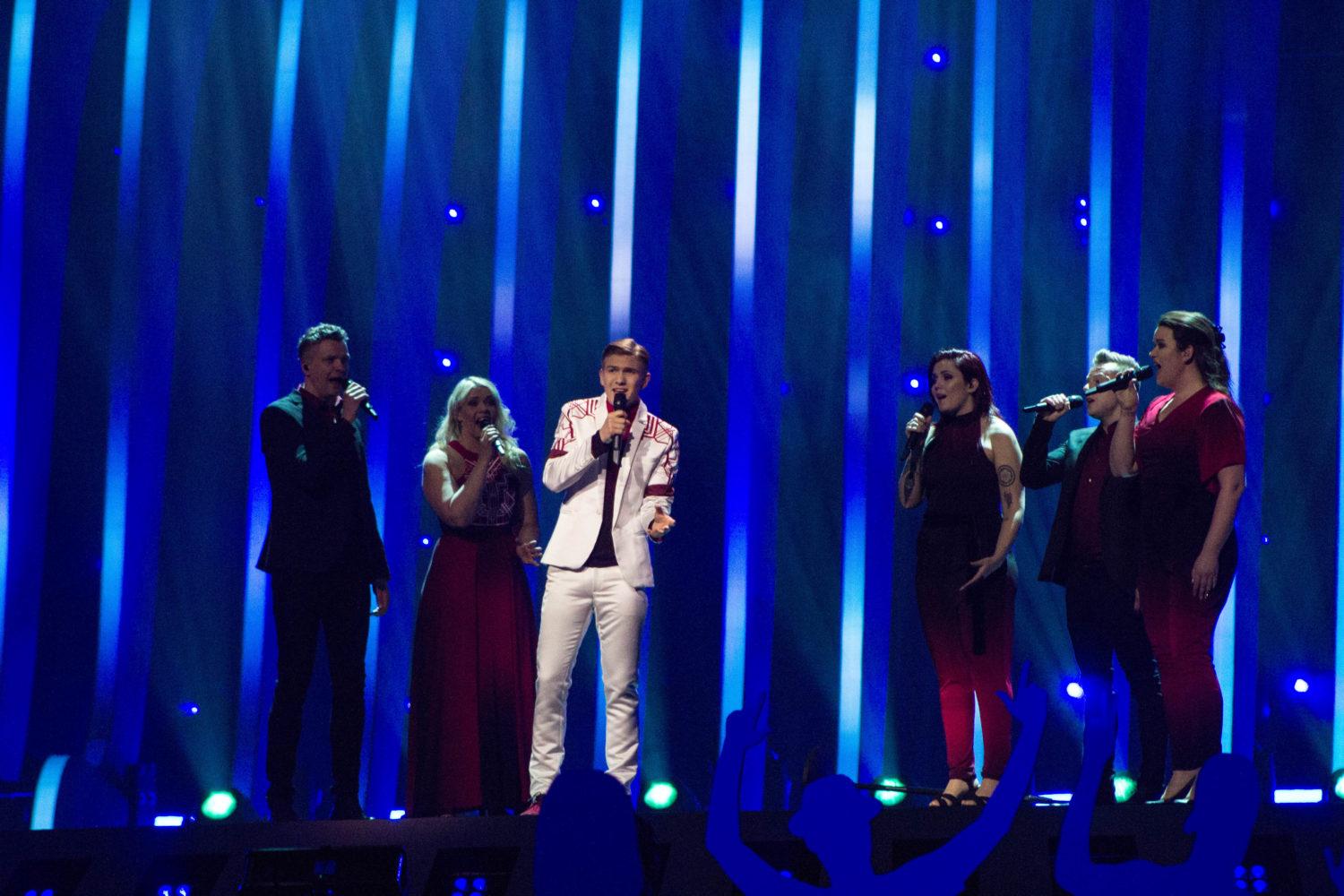
Ari Ólafsson à Lisbonne (2018)
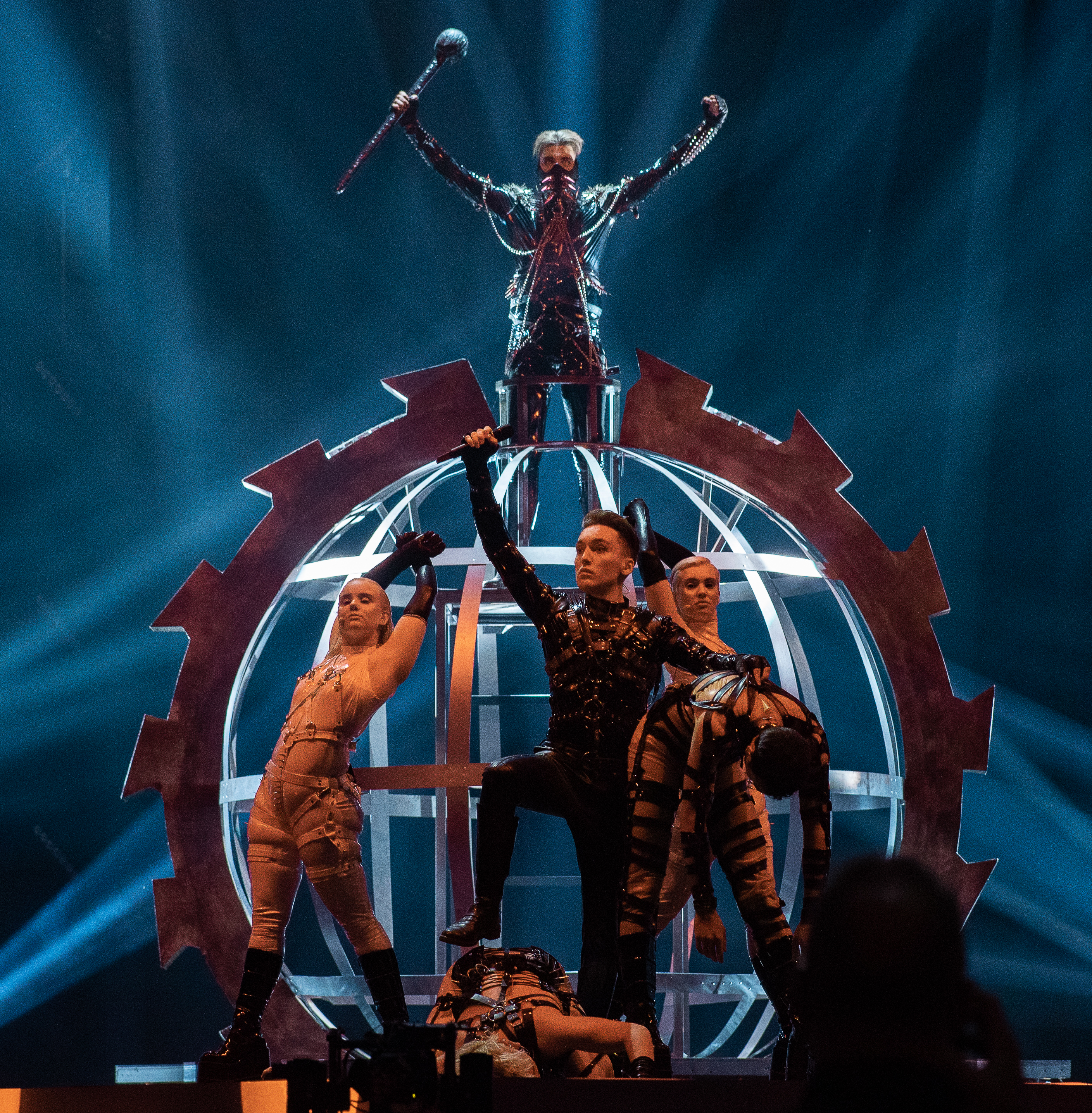
Hatari à Tel Aviv (2019)
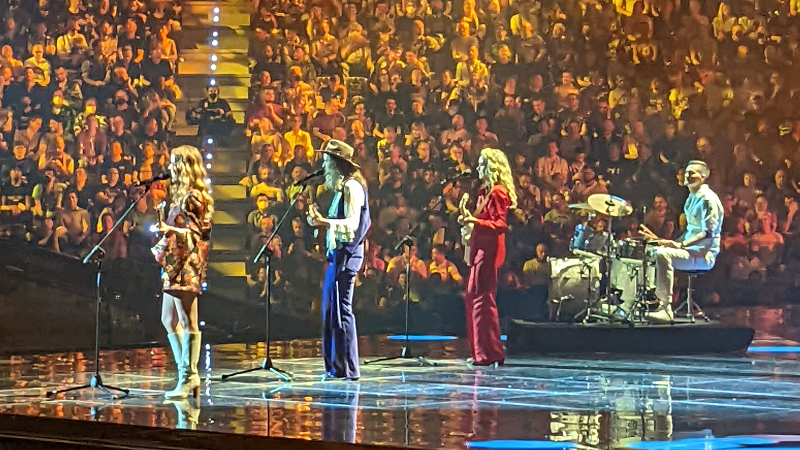
Systur à Turin (2022)
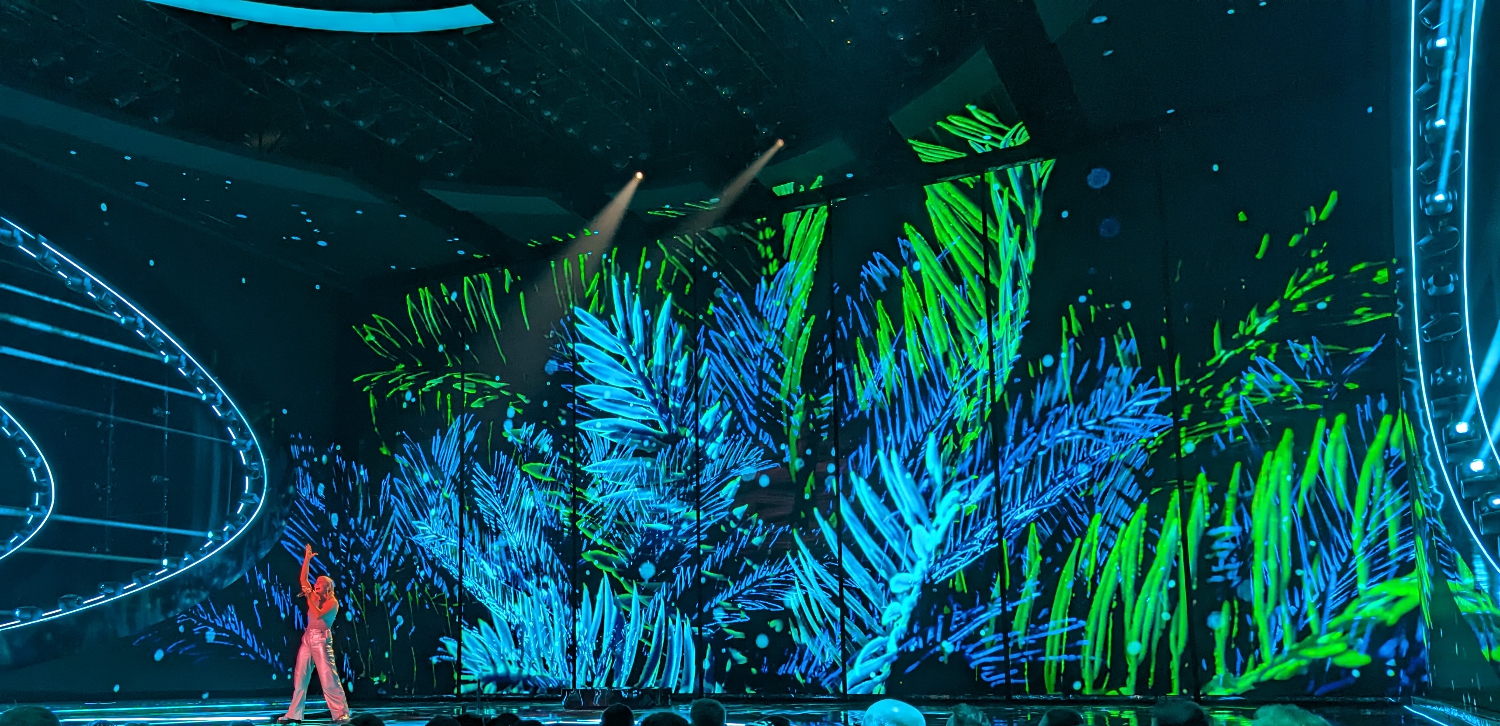
Diljá à Liverpool (2023)
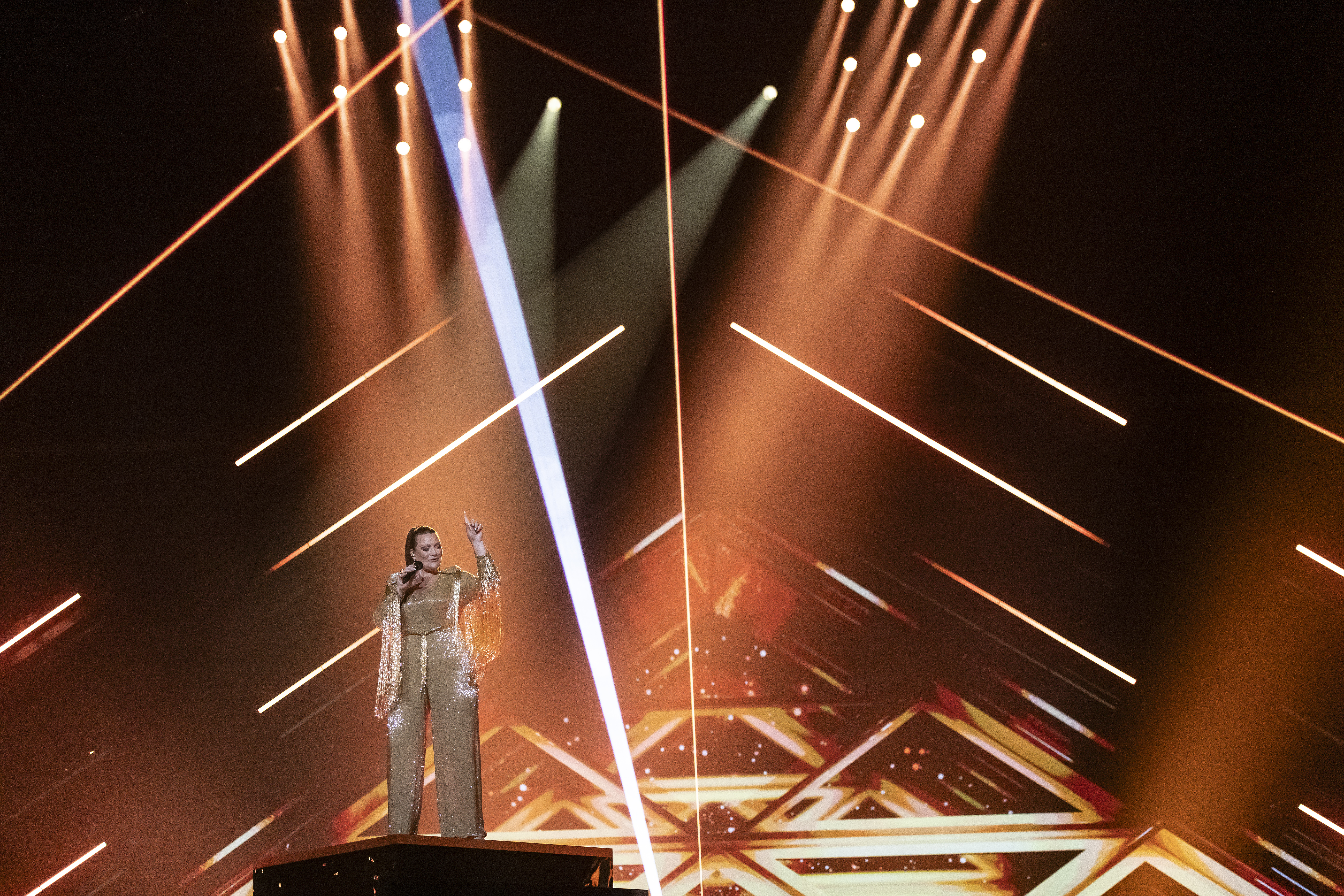
Hera Björk à Malmö (2024)
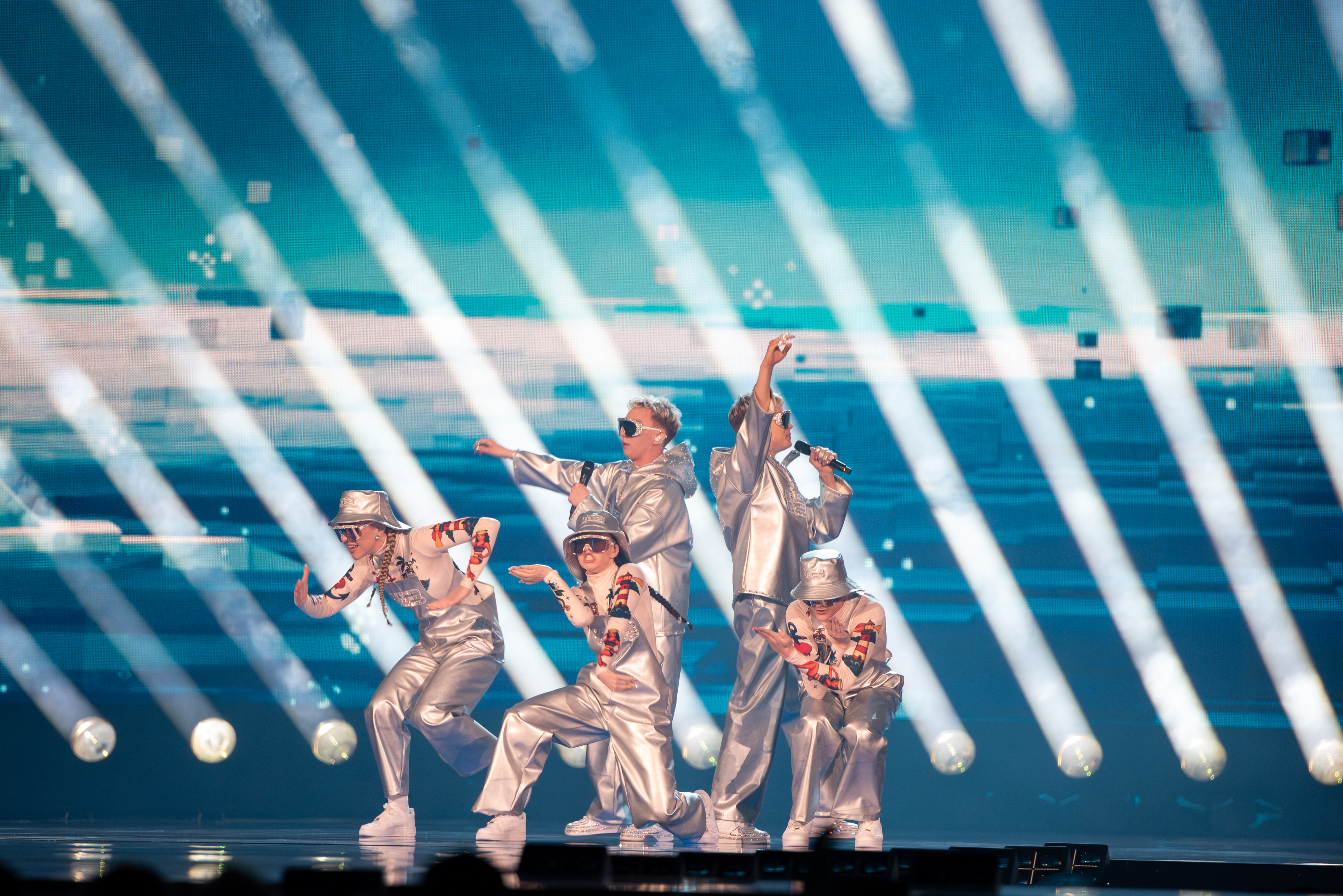
VÆB à Bâle (2025)

## Chefs d'orchestre, commentateurs et porte-paroles
| Année | Chef d'orchestre                                       | Commentateur(s)                                        | Porte-parole                                           |
| ----- | ------------------------------------------------------ | ------------------------------------------------------ | ------------------------------------------------------ |
| 1986  | Gunnar Þórðarson                                       | Þorgeir Ástvaldsson                                    | Guðrún Skúladóttir                                     |
| 1987  | Hjálmar H. Ragnarsson                                  | Kolbrún Halldórsdóttir                                 | Guðrún Skúladóttir                                     |
| 1988  | NC                                                     | Hermann Gunnarsson                                     | Guðrún Skúladóttir                                     |
| 1989  | NC                                                     | Arthúr Björgvin Bollason                               | Erla Björk Skúladóttir                                 |
| 1990  | Jon Kjell Seljeseth                                    | Arthúr Björgvin Bollason                               | Árni Snævarr                                           |
| 1991  | Jón Ólafsson                                           | Arthúr Björgvin Bollason                               | Sigríður Pétursdóttir                                  |
| 1992  | Nigel Wright                                           | Árni Snævarr                                           | Guðrún Skúladóttir                                     |
| 1993  | Jon Kjell Seljeseth                                    | Jakob Frímann Magnússon                                | Guðrún Skúladóttir                                     |
| 1994  | Frank McNamara                                         | Jakob Frímann Magnússon                                | Sigríður Arnardóttir                                   |
| 1995  | Frank McNamara                                         | Jakob Frímann Magnússon                                | Áslaug Dóra Eyjólfsdóttir                              |
| 1996  | Ólafur Gaukur                                          | Jakob Frímann Magnússon                                | Svanhildur Konráðsdóttir                               |
| 1997  | Szymon Kuran                                           | Jakob Frímann Magnússon                                | Svanhildur Konráðsdóttir                               |
| 1998  | NC                                                     | Páll Óskar Hjálmtýsson                                 | Relégation                                             |
| 1999  | NC                                                     | Gísli Marteinn Baldursson                              | Áslaug Dóra Eyjólfsdóttir                              |
| 2000  | NC                                                     | Gísli Marteinn Baldursson                              | Ragnheiður Elín Clausen                                |
| 2001  | NC                                                     | Gísli Marteinn Baldursson                              | Eva María Jónsdóttir                                   |
| 2002  | NC                                                     | Logi Bergmann Eiðsson                                  | Relégation                                             |
| 2003  | NC                                                     | Gísli Marteinn Baldursson                              | Eva María Jónsdóttir                                   |
| 2004  | NC                                                     | Gísli Marteinn Baldursson                              | Sigrún Ósk Kristjánsdóttir                             |
| 2005  | NC                                                     | Gísli Marteinn Baldursson                              | Ragnhildur Steinunn Jónsdóttir                         |
| 2006  | NC                                                     | Sigmar Guðmundsson                                     | Ragnhildur Steinunn Jónsdóttir                         |
| 2007  | NC                                                     | Sigmar Guðmundsson                                     | Ragnhildur Steinunn Jónsdóttir                         |
| 2008  | NC                                                     | Sigmar Guðmundsson                                     | Brynja Þorgeirsdóttir                                  |
| 2009  | NC                                                     | Sigmar Guðmundsson                                     | Þóra Tómasdóttir                                       |
| 2010  | NC                                                     | Sigmar Guðmundsson                                     | Yohanna                                                |
| 2011  | NC                                                     | Hrafnhildur Halldórsdóttir                             | Ragnhildur Steinunn Jónsdóttir                         |
| 2012  | NC                                                     | Hrafnhildur Halldórsdóttir                             | Matthías Matthíasson                                   |
| 2013  | NC                                                     | Felix Bergsson                                         | Maria Sigrun Hilmarsdottir                             |
| 2014  | NC                                                     | Felix Bergsson                                         | Benedict Valsson                                       |
| 2015  | NC                                                     | Felix Bergsson                                         | Sigridur Halldórsdóttir                                |
| 2016  | NC                                                     | Gísli Marteinn Baldursson                              | Unnsteinn Manuel Stefánsson                            |
| 2017  | NC                                                     | Gísli Marteinn Baldursson                              | Bo Halldórsson                                         |
| 2018  | NC                                                     | Gísli Marteinn Baldursson                              | Edda Sif Pálsdóttir                                    |
| 2019  | NC                                                     | Gísli Marteinn Baldursson                              | Jóhannes Haukur Jóhannesson                            |
| 2020  | Concours annulé à la suite de la pandémie de COVID-19. | Concours annulé à la suite de la pandémie de COVID-19. | Concours annulé à la suite de la pandémie de COVID-19. |
| 2021  | NC                                                     | Gísli Marteinn Baldursson                              | Hannes Óli Ágústsson                                   |
| 2022  | NC                                                     | Gísli Marteinn Baldursson                              | Árny Fjóla Ásmundsdóttir                               |
| 2023  | NC                                                     | Gísli Marteinn Baldursson                              | Einar Hrafn Stefánsson                                 |

## Historique de vote
Depuis 1986, l'Islande a attribué en finale le plus de points à :
| Rang | Pays      | Points |
| ---- | --------- | ------ |
| 1    | Suède     | 297    |
| 2    | Danemark  | 200    |
| 3    | Norvège   | 196    |
| 4    | France    | 146    |
| 5    | Finlande  | 127    |
| 6    | Suisse    | 99     |
| 7    | Pays-Bas  | 93     |
| 8    | Portugal  | 87     |
| 9    | Autriche  | 84     |
| 10   | Allemagne | 82     |

Depuis 1986, l'Islande a reçu en finale le plus de points de la part de :
| Rang | Pays        | Points |
| ---- | ----------- | ------ |
| 1    | Suède       | 142    |
| 2    | Danemark    | 141    |
| 3    | Norvège     | 133    |
| 4    | Royaume-Uni | 100    |
| 5    | Finlande    | 90     |
| 6    | Irlande     | 78     |
| 6    | Portugal    | 78     |
| 8    | Estonie     | 72     |
| 9    | Pays-Bas    | 69     |
| 10   | Espagne     | 67     |

### 12 Points
Légende
 Vainqueur - l'Islande a donné 12 points à la chanson victorieuse / l'Islande a reçu 12 points et a gagné le concours
 2e place - l'Islande a donné 12 points à la chanson arrivée à la seconde place / l'Islande a reçu 12 points et est arrivée deuxième
 3e place - l'Islande a donné 12 points à la chanson arrivée à la troisième place / l'Islande a reçu 12 points et est arrivée troisième
 Qualifiée - l'Islande a donné 12 points à une chanson parvenue à se qualifier pour la finale / l'Islande a reçu 12 points et s'est qualifiée pour la finale
 Non-qualifiée - l'Islande a donné 12 points à une chanson éliminée durant les demi-finales / l'Islande a reçu 12 points mais n'est pas parvenue à se qualifier pour la finale
| Année         | Attribués   | Attribués           | Reçus                       | Reçus                                                    |
| Année         | Finale      | Demi-Finale         | Finale                      | Demi-Finale                                              |
| 1986          | Suède       | Pas de demi-finales | Aucun                       | Pas de demi-finales                                      |
| 1987          | Allemagne   | Pas de demi-finales | Aucun                       | Pas de demi-finales                                      |
| 1988          | Yougoslavie | Pas de demi-finales | Aucun                       | Pas de demi-finales                                      |
| 1989          | Chypre      | Pas de demi-finales | Aucun                       | Pas de demi-finales                                      |
| 1990          | France      | Pas de demi-finales | Portugal Royaume-Uni        | Pas de demi-finales                                      |
| 1991          | Suède       | Pas de demi-finales | Aucun                       | Pas de demi-finales                                      |
| 1992          | Suisse      | Pas de demi-finales | Royaume-Uni                 | Pas de demi-finales                                      |
| 1993          | Royaume-Uni | Pas de demi-finales | Aucun                       | Pas de demi-finales                                      |
| 1994          | Irlande     | Pas de demi-finales | Aucun                       | Pas de demi-finales                                      |
| 1995          | Norvège     | Pas de demi-finales | Aucun                       | Pas de demi-finales                                      |
| 1996          | Estonie     | Pas de demi-finales | Aucun                       | Pas de demi-finales                                      |
| 1997          | Chypre      | Pas de demi-finales | Aucun                       | Pas de demi-finales                                      |
| 1999          | Danemark    | Pas de demi-finales | Chypre Danemark Suède       | Pas de demi-finales                                      |
| 2000          | Danemark    | Pas de demi-finales | Danemark                    | Pas de demi-finales                                      |
| 2001          | Danemark    | Pas de demi-finales | Aucun                       | Pas de demi-finales                                      |
| 2003          | Norvège     | Pas de demi-finales | Malte Norvège               | Pas de demi-finales                                      |
| 2004          | Ukraine     | Danemark            | Aucun                       | Qualifiée d'Office                                       |
| 2005          | Norvège     | Norvège             | Non qualifiée               | Aucun                                                    |
| 2006          | Finlande    | Finlande            | Non qualifiée               | Aucun                                                    |
| 2007          | Finlande    | Hongrie             | Non qualifiée               | Finlande Norvège Suède                                   |
| 2008          | Danemark    | Danemark            | Danemark                    | Aucun                                                    |
| 2009          | Norvège     | Finlande            | Irlande Malte Norvège       | Arménie Biélorussie Finlande Israël Malte Portugal Suède |
| 2010          | Danemark    | Belgique            | Aucun                       | Belgique                                                 |
| 2011          | Danemark    | Finlande            | Hongrie                     | Espagne Hongrie                                          |
| 2012          | Suède       | Chypre              | Aucun                       | Aucun                                                    |
| 2013          | Danemark    | Norvège             | Aucun                       | Allemagne Finlande                                       |
| 2014          | Pays-Bas    | Pays-Bas            | Aucun                       | Aucun                                                    |
| 2015          | Suède       | Suède               | Non qualifiée               | Aucun                                                    |
| 2016 Jury     | Pays-Bas    | Pays-Bas            | Non qualifiée               | Aucun                                                    |
| 2016 Télévote | Suède       | Russie              | Non qualifiée               | Aucun                                                    |
| 2017 Jury     | Portugal    | Portugal            | Non qualifiée               | Aucun                                                    |
| 2017 Télévote | Portugal    | Portugal            | Non qualifiée               | Aucun                                                    |
| 2018 Jury     | Autriche    | Albanie             | Non qualifiée               | Aucun                                                    |
| 2018 Télévote | Danemark    | République tchèque  | Non qualifiée               | Aucun                                                    |
| 2019 Jury     | Suède       | Australie           | Aucun                       | France                                                   |
| 2019 Télévote | Norvège     | République tchèque  | Finlande Hongrie Pologne    | Australie Biélorussie Finlande Pologne                   |
| 2021 Jury     | Suisse      | Suisse              | Autriche                    | Lettonie Royaume-Uni Serbie                              |
| 2021 Télévote | Finlande    | Danemark            | Australie Danemark Finlande | Danemark Finlande Royaume-Uni                            |
| 2022 Jury     | Suède       | Norvège             | Aucun                       | Aucun                                                    |
| 2022 Télévote | Ukraine     | Ukraine             | Aucun                       | Aucun                                                    |
| 2023 Jury     | Australie   | Pas de jury         | Non qualifiée               | Pas de jury                                              |
| 2023 Télévote | Finlande    | Australie           | Non qualifiée               | Danemark                                                 |
| 2024 Jury     | France      | Pas de jury         | Non qualifiée               | Pas de jury                                              |
| 2024 Télévote | Croatie     | Croatie             | Non qualifiée               | Aucun                                                    |
| 2025 Jury     | Suède       | Pas de jury         | Aucun                       | Pas de jury                                              |
| 2025 Télévote | Pologne     | Suède               | Aucun                       | Suède                                                    |